# 梁素霞
梁素霞（1928年5月21日—2010年5月10日），山東省青島市即墨區人，臺灣教師、中學校長，歷任臺北市景美女中、中山女中、強恕中學校長與大理女中創校校長，前國家文化總會副秘書長。

## 生平

### 早年經歷
1928年5月，梁素霞於遼寧省蓋平縣大石橋村出生，家族因曾祖父梁世廣到東北經商而遷居即墨。梁先後自濟南女師、濟南齊魯高中、國立東北大學教育系、國立政治大學教育研究所畢業。1945年，中國抗日戰爭勝利，中共旋即席捲東北，梁與兄長梁寶春自四平街戰役中死裡逃生，梁寶春背著妹妹晝夜伏行才九死一生逃入關內，以後兄妹兩人相依為命。

### 投身教職
1949年，梁與兄長隨中華民國政府遷臺於臺灣從事教職，曾任教於基隆市正濱國小並在古亭女中擔任訓導主任，1968年4月27日始升任並陸續為多所女校校長，期間致力推動生活教育、環境教育及五育教育，曾獲總統蔣中正、宋美齡夫婦召見。任職大理女中校長期間率該校學生合唱團訪問時任美國總統吉米·卡特家鄉平原鎮，全體師生榮獲「榮譽公民證」。1981年1月23日，梁於景美女中校長任內舉辦「自強活動」，於士林區外雙溪橋上端的內雙溪兩旁「快樂谷」因自來水事業處無預警執行放水作業而發生意外，導致師生15人死亡，時任景女訓導主任朱靄華殉職。行政院曾保舉其為最優行政人員。1988年至夏威夷參加「太平洋盆地管樂大賽」榮獲金牌，1992年赴佛羅里達州迪士尼渡假區參加「橘子杯遊行」，再轉至華府林肯紀念堂前宣慰僑胞。1992年，梁自中山女中退休後，總統李登輝延聘其為中華文化復興運動總會副秘書長綜理行政部，襄助時任秘書長黃石城推展會務，並出任臺北市女童軍理事長。1994年，台獅總會頒授首屆金獅獎予梁素霞。

### 逝世
2010年5月10日，梁素霞病逝於臺大醫院，享壽83歲。同年6月9日午後擇定臺北市第二殯儀館懷親廳舉行奠禮，由臺北市教育局綜理各項事宜，儀式後靈骨奉安於新北市金山區蓬萊陵園祥雲觀納骨塔。

## 爭議
梁素霞辦學作風以嚴厲著稱，曾為中山女中校友的藝人陶晶瑩自爆在學生時期，梁在擔任校長時曾以「不是第一名畢業卻代表畢業生致詞」的事羞辱她，讓她當場氣得將演講稿丟在台上，並回說：「那你另請高明」。

## 家族
梁素霞的曾祖父梁世廣曾任營口商會會長，祖父梁鴻興經商並育有四子，其中三子在家鄉務農。父親梁廷祥任職於齊齊哈爾鐵路局40餘年，曾任站長、局長以及鐵路學院院長。母親出身農家，知書達禮且勤勞節儉，敎養子女甚嚴，為人樂善好施深受鄉里敬仰。